# Neoclytus nubilus
Neoclytus nubilus är en skalbaggsart som beskrevs av Linsley 1933. Neoclytus nubilus ingår i släktet Neoclytus och familjen långhorningar. Inga underarter finns listade i Catalogue of Life.